# Serious Sam: Kamikaze Attack!
Serious Sam: Kamikaze Attack! é um jogo eletrônico side-scroller de ação da série Serious Sam. Foi desenvolvido pela Be-Rad Entertainment e publicado pela Devolver Digital para as plataformas PC, iOS e Android.